# Ansel Elgort

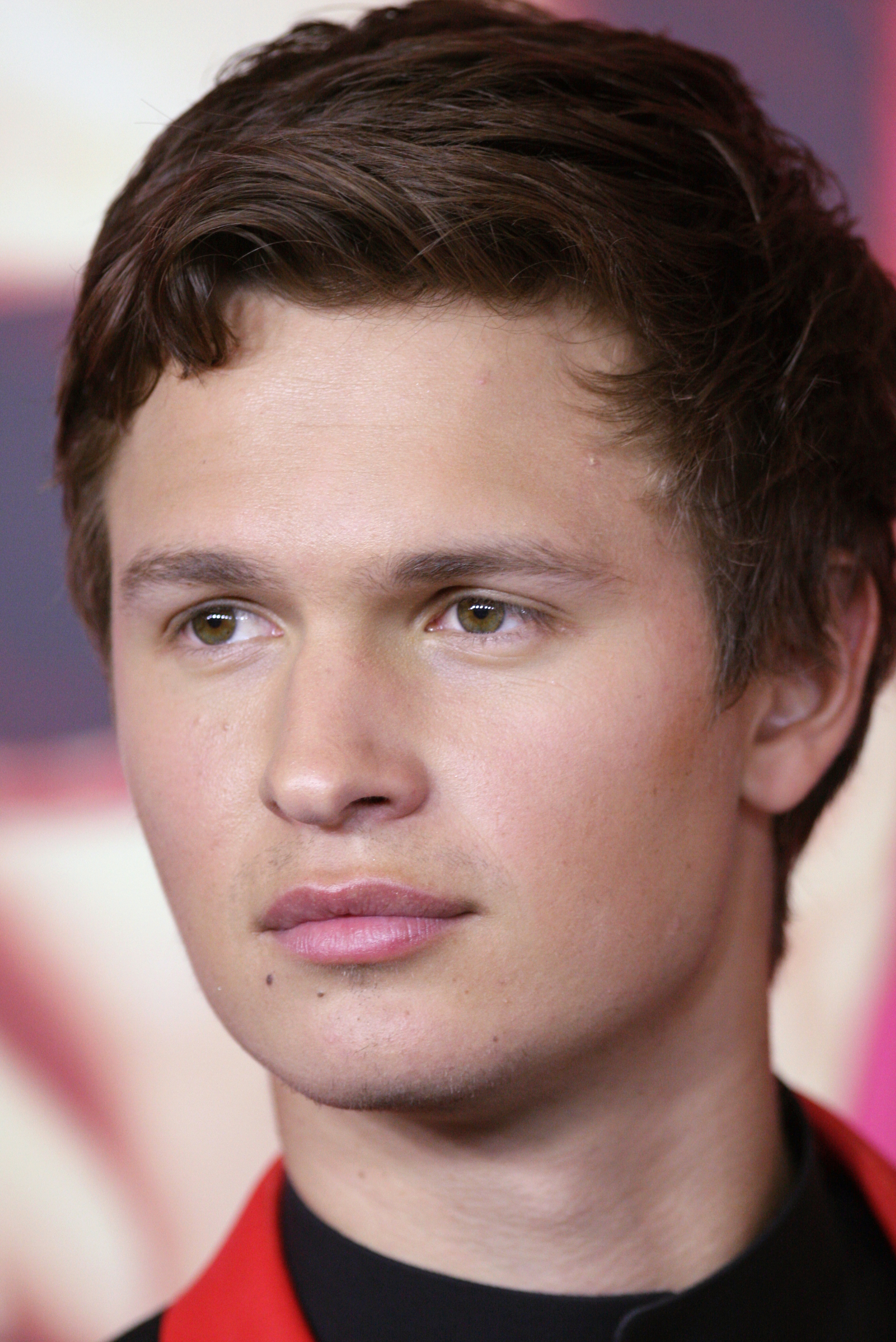
Ansel Elgort bei der Premiere von Baby Driver (2017)

Ansel Elgort (* 14. März 1994 in New York City) ist ein US-amerikanischer Schauspieler und Sänger.

## Leben und Karriere
Ansel Elgort wurde 1994 als drittes Kind des Modefotografen Arthur Elgort und der Opernregisseurin Grethe Barrett Holby geboren. Er hat einen älteren Bruder und eine ältere Schwester.
Mit neun Jahren schrieb seine Mutter Elgort an der School of American Ballet ein. Er besuchte die Fiorello H. LaGuardia High School und das Stagedoor-Manor-Sommerlager. In der Highschool war er in der Theaterproduktion Guys and Dolls zu sehen. Er erhält seit seinem 12. Lebensjahr Schauspielunterricht.
Sein Debüt gab er 2013 als Tommy Ross im Horrorfilm Carrie, der eine Neuverfilmung des gleichnamigen Spielfilms aus dem Jahr 1976 ist. Im Folgejahr war er zweimal neben Shailene Woodley zu sehen. Im März 2014 übernahm er im Science-Fiction-Film Die Bestimmung – Divergent als Caleb Prior die Rolle des Bruders von Woodleys Filmfigur Tris. Der Film basiert auf dem Bestseller Die Bestimmung von Veronica Roth. In der gleichnamigen Verfilmung von John Greens Drama Das Schicksal ist ein mieser Verräter, die im Juni 2014 in die Kinos kam, spielte er die männliche Hauptrolle des Augustus Waters.
In Die Bestimmung – Insurgent, der Fortsetzung von Die Bestimmung – Divergent, war er 2015 erneut in seiner Rolle als Caleb Prior zu sehen. Im Sommer 2015 hatte er in dem Film Margos Spuren einen Cameoauftritt, dieser basiert auf der gleichnamigen Romanvorlage (Margos Spuren) von John Green.
2017 stellte er die titelgebende Rolle des Fluchtwagenfahrers im Heist-Actionfilm Baby Driver dar. Für seine Darstellung wurde er 2018 für einen Golden Globe Award in der Kategorie Bester Hauptdarsteller – Komödie oder Musical nominiert.
Elgort ist polyamorös orientiert.

## Filmografie
- 2013: Carrie
- 2014: Die Bestimmung – Divergent (Divergent)
- 2014: Das Schicksal ist ein mieser Verräter (The Fault in Our Stars)
- 2014: #Zeitgeist (Men, Women & Children)
- 2015: Die Bestimmung – Insurgent (The Divergent Series: Insurgent)
- 2015: Margos Spuren (Paper Towns)
- 2016: Die Bestimmung – Allegiant (The Divergent Series: Allegiant)
- 2017: Baby Driver
- 2017: November Criminals
- 2018: Billionaire Boys Club
- 2018: Jonathan
- 2019: Der Distelfink (The Goldfinch)
- 2021: West Side Story
- 2022–2024: Tokyo Vice (Fernsehserie)

## Auszeichnungen als Schauspieler

### Golden Globe
2018: Nominiert als Bester Hauptdarsteller – Komödie oder Musical für Baby Driver

## Diskografie
Singles
- 2016: Home Alone
- 2017: Thief
- 2017: You Can Count On Me
- 2017: All I Think About Is You
- 2018: Supernova
- 2018: Believe
- 2021: Balcony Scene (mit Rachel Zegler)

## Auszeichnungen für Musikverkäufe
| Goldene Schallplatte - Brasilien - 2023: für die Single Supernova |

| Land/RegionAuszeichnungen für Musikverkäufe (Land/Region, Auszeichnungen, Verkäufe, Quellen) | Gold  | Platin | Verkäufe | Quellen             |
| -------------------------------------------------------------------------------------------- | ----- | ------ | -------- | ------------------- |
| Brasilien (PMB)                                                                              | Gold1 | —      | 20.000   | pro-musicabr.org.br |
| Insgesamt                                                                                    | Gold1 | —      |          |                     |